# Покрајине Русије
Руска Федерација се дели на 89 административних јединица, од којих су девет „покрајине“ (руски: једн. край, множ. края).
1. Алтајска Покрајина
2. Забајкалска Покрајина
3. Камчатска Покрајина
4. Краснодарска Покрајина
5. Краснојарска Покрајина
6. Пермска Покрајина
7. Приморска Покрајина
8. Ставропољска Покрајина
9. Хабаровска Покрајина